# Slaget vid Grossbeeren
Slaget vid Grossbeeren (tyska: die Schlacht von Großbeeren) var ett fältslag som ägde rum den 23 augusti 1813 under sjätte koalitionskriget. Slaget stod vid byn Grossbeeren strax söder om Berlin, mellan en fransk-sachsisk armé på 70 000 man, ledd av Nicolas Charles Oudinot, och 80 000 allierade soldater under den svenske kronprinsen Karl Johan. Striderna slutade med en allmän fransk reträtt, vilket tillfälligt hejdade Napoleons offensiv mot Berlin. Slaget blev dock ingen avgörande framgång för koalitionen då den franska armén kom undan intakt.

## Upptakten till slaget
Den 4 juni slöts ett vapenstillestånd mellan fransmännen och de allierade i sjätte koalitionen. Napoleon utnyttjade detta för att omorganisera sina trupper i Tyskland och föra över erfarna förband från den spanska krigsskådeplatsen. När vapenvilan sedan löpte ut den 16 augusti planerade kejsaren att gå till offensiv mot de allierade.
Napoleon beordrade marskalk Oudinot, som med omkring 70 000 man stod vid Luckau, att göra en framstöt mot Berlin. I hans väg stod Nordarmén, bestående av preussiska, svenska, och ryska trupper och som leddes av den svenske kronprinsen Karl Johan.

## Slaget
Landskapet väster om Berlin bestod till stor del av oframkomlig träskmark med få ordentliga vägar, vilket knappast blev bättre av ett kraftigt regnoväder som tilltog den 19. Oudinot blev därför tvungen att förflytta sina trupper längs tre separata  vägar utan ordentlig förbindelse med varandra. Slaget inleddes då Jean Reyniers 7:e kår genomförde ett misslyckat anfall mot preussiska ställningar vid byn Grosbeeren. Oudinot, som var oförmögen att samla sina styrkor, var orolig att bli kringränd, och drog sig därför tillbaka till Jüterbog.  
De svenska trupperna hölls till stora delar utanför slaget, men ett batteri av Wendes artilleriregemente under befäl av von Mühlenfels gjorde en viktig insats. 

## Efter slaget

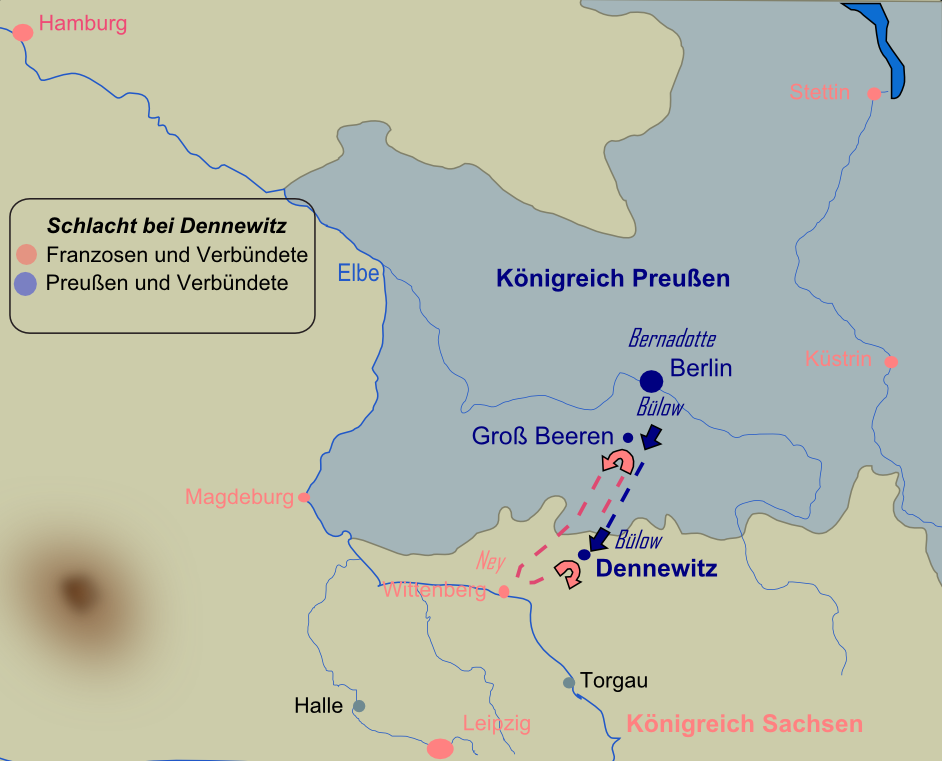
Den franska framstöten mot Berlin hindrades genom slaget vid Grossbeeren och det följande slaget vid Dennewitz.

Under striderna hade omkring 3 000 franska soldater antingen dödats eller sårats, medan ytterligare 1 500 hade tillfångatagits. 13 franska kanoner hade även gått förlorade. De allierade förlusterna uppgick till drygt 1 000 döda och sårade. Napoleon blev rasande över Oudinots reträtt och beordrade marskalk Ney att genomföra en ny offensiv mot Berlin.
Trots att segern endast hade marginell betydelse så bidrog framgången till att höja moralen i den preussiska armén, som inte hade vunnit någon större seger sedan 1806. Genom slaget vid Dennewitz, två veckor senare, kom den franska framryckningen mot Berlin slutligen att hejdas. Den preussiske befälhavaren, Friedrich von Bülow, hyllades därefter som Berlins räddare. 
Den kände tyske författaren Theodor Fontane besökte platsen som ung på 1830-talet och beskrev den i ett av sina tidigaste verk. Han nämner bland annat hur hans franskättade mor deltog bland de frivilliga från Berlin som vårdade sårade och döende franska soldater efter striderna.

## Minnesmärken

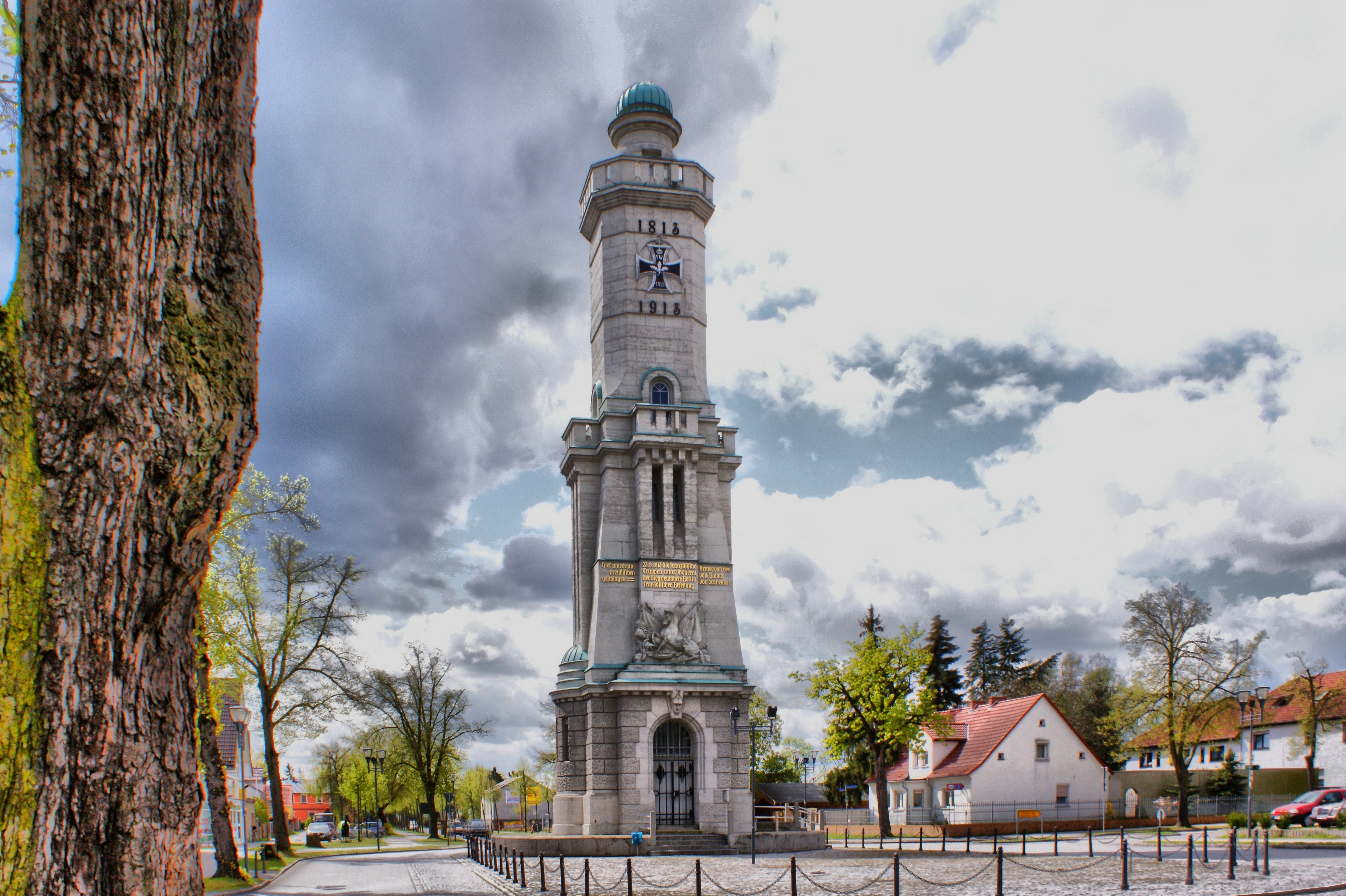
Minnestornet i Grossbeeren restes 1913 till slagets hundraårsminne.

På Grossbeerens kyrkogård restes 1817 ett minnesmärke över de stupade i slaget, en järnobelisk på stensockel. På slagets hundraårsdag, 23 augusti 1913, restes ett 32 meter högt utsiktstorn i byn, som idag dominerar bebyggelsen i orten och innehåller en liten utställning om slaget. 1906 lät även staden Berlin resa ett pyramidformat minnesmärke i Grossbeerens västra utkant till general von Bülows ära, den så kallade Bülowpyramiden.
1821 restes Nationalmonumentet på berget Kreuzberg i Viktoriaparken i Berlin, där en av minnestavlorna ägnas åt slaget.